# Mantelzorgmakelaar
Een mantelzorgmakelaar is in Nederland iemand die ingeschakeld kan worden om ondersteuning van mantelzorgers te bieden bij het organiseren van de zorg.

## Geschiedenis van de mantelzorgmakelaar
In 1994 zijn de eerste steunpunten om mantelzorgers te ondersteunen ontstaan. Toentertijd was de werkwijze vooral gericht op het bieden van een luisterend oor en mantelzorgers wijzen op mogelijkheden tot hulp.
In 1999 is door staatssecretaris Annelies Verstand het projectbureau Dagindeling opgericht. De overheid constateerde namelijk dat burgers steeds meer moeite hadden om arbeid en zorg te combineren. Dit werd ingegeven door het emancipatiebeleid en door de toenemende mobiliteit en flexibiliteit. Zowel mannen als vrouwen gingen fulltime werken, de afstand wonen en werken werd groter en werktijden veranderden. 
In 2001 zijn de eerste initiatieven door Truus Oud ontplooid om tot het beroep mantelzorgmakelaar te komen. Zij was toen coördinator van een steunpunt mantelzorg en startte het project “erbij blijven, thuis en op het werk”. Het gebrek aan kennis van het zorgaanbod in de samenleving, de verwijscultuur en het oerwoud aan wet- en regelgeving was de kern van het project en is de basis geweest van het ontstaan van het beroep mantelzorgmakelaar. 

## Taakgebied
De mantelzorgmakelaar is een zakelijk dienstverlener, die mantelzorgers helpt met alle regelzaken rondom de zorg, welzijn, wonen, inkomen, werk en recht. De mantelzorgmakelaar kent de sociale kaart van zijn of haar werkgebied en weet de juiste wegen te bewandelen om de mantelzorger te ontlasten. De mantelzorgmakelaar luistert, informeert én regelt, maar de mantelzorger houdt altijd zelf de regie en verantwoordelijkheid. 

### Voorbeelden regelzaken
Het regelen van zorg en ondersteuning, het aanvragen van indicaties en het vinden van de juiste zorgaanbieders. Het bieden van informatie en advies: De mantelzorgmakelaar kan mantelzorgers informeren over hun rechten en plichten en hen adviseren over de mogelijkheden van zorg en ondersteuning. Het regelen van financiën: De mantelzorgmakelaar kan helpen bij het regelen van de financiën rondom de zorg. Hierbij kan gedacht worden aan het aanvragen van vergoedingen en het organiseren van PGB. Het bieden van lichte emotionele ondersteuning: de mantelzorgmakelaar kan mantelzorgers ondersteunen bij het omgaan met de emotionele belasting die komt kijken bij het zorgen voor een ander. Een mantelzorgmakelaar kan ook de werkgever van de mantelzorger betrekken. Dit kan bijvoorbeeld nodig zijn als de mantelzorger problemen ervaart met het combineren van werk en mantelzorgtaken. De mantelzorgmakelaar heeft ook oog voor de jonge mantelzorger. De mantelzorgmakelaar verleent zelf geen zorg.

### Opleiding en kwaliteitsbewaking
Er worden door verschillende aanbieders opleidingen verzorgd. Vooraf aan de opleiding moet een hbo-opleiding zijn genoten of via een test worden aangetoond dat men een hbo werk- en denkniveau heeft. Tijdens de opleiding leren studenten over de wet- en regelgeving met betrekking tot zorg en ondersteuning en leren ze hoe ze mantelzorgers kunnen ondersteunen. Alleen mantelzorgmakelaars met een afgeronde post hbo-opleiding tot mantelzorgmakelaar kunnen lid worden van de Beroepsvereniging voor Mantelzorgmakelaars (BMZM). De leden worden geregistreerd bij Registerplein, ze voldoen aan kwaliteitseisen en zijn gebonden aan een beroepscode. 

### Bekostiging
Een mantelzorgmakelaar kan opereren vanuit een organisatie zoals een gemeente of als zelfstandig ondernemer. Bij een aanvullend pakket van de ziektekostenverzekering is vaak een vergoeding mogelijk.